# Rönnlandet (vid Rosala, Kimitoön)
Rönnlandet är en ö i Finland. Den ligger i Skärgårdshavet och i kommunen Kimitoön i den ekonomiska regionen  Åboland i landskapet Egentliga Finland, i den sydvästra delen av landet. Ön ligger omkring 70 kilometer söder om Åbo och omkring 140 kilometer väster om Helsingfors.
Öns area är 3 hektar och dess största längd är 280 meter i öst-västlig riktning. Ön höjer sig omkring 10 meter över havsytan.